# 東京都立拝島高等学校
東京都立拝島高等学校（とうきょうとりつ はいじまこうとうがっこう）は、東京都昭島市拝島町四丁目にある都立高等学校。
横田基地およびその離着陸コースが近く、法に基づき防音構造とされ、当初から全館冷暖房完備されている。

## 沿革
- 1977年10月16日、東京都立羽村高等学校に開設事務所を設置する。
- 1977年12月23日、東京都立学校設置条例により東京都立拝島高等学校設立認可。
- 1978年4月10日、第1回入学式を東京都立羽村高等学校体育館において挙行。
- 1978年4月11日、東京都立羽村高等学校内仮校舎で授業開始。
- 1978年12月20日、A工事完成〔校舎、体育館、格技棟（屋上プール）、サブグランド〕
- 1978年12月26日、新校舎（現在地）に移転。
- 1979年1月8日、 新校舎で授業を始める。
- 1979年3月26日、B工事完成〔メイングランド、テニスコート、外構及び植樹〕
- 1979年11月1日、開校記念式典を行う
- 1980年6月11日、 増設工事完成〔外用トイレ、自転車置き場、多目的ホール、準備室〕
- 1982年、グループ制導入に従い、8学区、81グループに属す（7学区の一部の地域から受け入れあり）。
- 1987年10月31日、創立10周年記念式典挙行。
- 1994年、グループ制解除。単独選抜・隣接学区制で7学区（全区域）・9学区からの受験が可能に。
- 1995年3月15日、トレーニング室及び部室完成。
- 1997年10月18日、創立20周年記念式典挙行。
- 1998年4月、2代目新制服制定。一学年より着用。
- 2000年、全学区受験可能になる。
- 2003年、学区撤廃。
- 2007年11月16日、ブロンズ像完成。
- 2007年11月17日、創立30周年記念式典挙行。
- 2009年、校舎内トイレの全面改修工事完了。
- 2017年4月、3代目新制服制定。一学年より着用。
- 2017年11月17日、創立40周年記念式典挙行。

## 交通
出典 : 
電車
| 路線名   | 最寄り駅 | 自転車所要時間 | 徒歩所要時間 |
| -------- | -------- | -------------- | ------------ |
| JR青梅線 | 拝島駅   | 10分           | 27分         |
| JR青梅線 | 昭島駅   | 7分            | 23分         |

バス
| 運行事業者 | 乗車駅 | 系統     | 下車停留所              |
| ---------- | ------ | -------- | ----------------------- |
| 立川バス   | 立川駅 | 立82     | 「拝島大師」、徒歩3分   |
| 立川バス   | 昭島駅 | 昭32     | 「拝島大師」、徒歩3分   |
| 立川バス   | 昭島駅 | 西ルート | 「拝島会館前」、徒歩7分 |

## 校風
以前は自由な校風として知られていたものの、近年は「温かく厳しい指導」のもと、校則が強化されている。

## 部活動
運動部
- 硬式野球・卓球・バスケットボール（男子・女子）・陸上・水泳・バレーボール（男子・女子）・サッカー・バドミントン・剣道・硬式テニス（男子・女子）・柔道

実績
- 硬式野球：（過去最高：西東京ベスト16）
- バスケットボール男子：都ベスト16
- サッカー：2006年新人戦支部大会ベスト8（過去最高：都ベスト16）
- 男子バレーボール：2015年度都立大会ベスト4
- ソフトボール：（男子が過去に全国大会出場あり）

文化部
- 吹奏楽・茶道・軽音楽・箏曲・写真・美術・ホームメイキング・演劇・漫画・生物